# Fusil de Girandoni

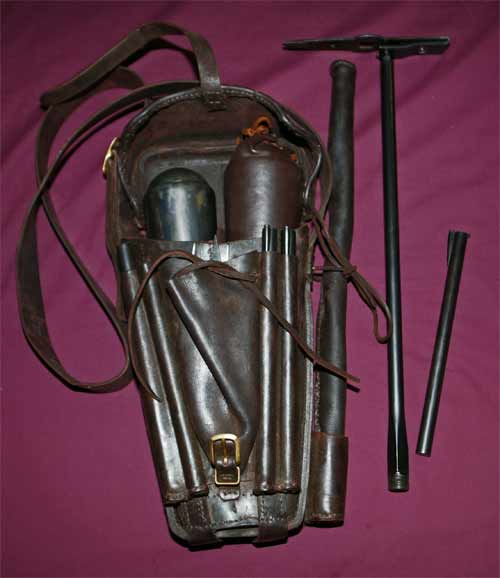
Sac de cuir comprend des flacons d'air de rechange, pompe à air, clés, moule à balles et louche (armée autrichienne).

Le fusil Girandoni était un fusil à vent fonctionnant à air comprimé conçu par l'inventeur autrichien (Tyrol) Bartholomäus Girandoni vers 1779. L'arme est aussi connue sous le nom de Windbüchse (« fusil à vent », en allemand).

## Histoire et utilisation
Le fusil à air comprimé Girandoni a été en service dans l'armée autrichienne de 1780 à 1815 : bien que les avantages principaux étaient une haute cadence de tir et aucune propagation de fumée ni de flamme, il fut retiré du service pour des raisons plutôt techniques liées au système de réservoir d'air amovible qui, bien que capable d'environ 30 coups de « feu », nécessitait près de 1 500 coups de pompe à main pour être rempli. La fabrication même de ces réservoirs en feuilles métalliques martelées, rivées et brasées, s'est avérée être compliquée avec la technologie de l’époque. De plus, le fusil était très différent des armes traditionnelles et demandait un entraînement particulier des soldats.
Au cours de l’expédition Lewis et Clark (1804-1806) le fusil fut utilisé dans les démonstrations vis-à-vis des amérindiens.

## Fonctionnalités
Ce fusil de 1,2 m de long pèse 4,5 kg, taille et poids communs aux autres fusils de l'époque. Il tire des balles d’un calibre de 11,75 mm à une vitesse similaire à celui du moderne .45 ACP, alimenté par gravité par un chargeur tubulaire de 20 balles monté à côté de la culasse, le long du fût de l'arme. Cette conception d’alimentation par gravité exige que le fusil soit relevé verticalement pour introduire une balle dans le bloc culasse mais elle présente l'avantage, pour le tireur, de pouvoir rester allongé et dissimulé, contrairement au tireur qui doit se lever pour recharger un fusil à poudre noire. Le règlement de l'armée autrichienne de 1788 exigeait que chaque fusilier, en plus de l'arme elle-même, soit équipé de trois réservoirs d'air comprimé (deux de rechange et un attaché à la carabine), d'un bâton de nettoyage, d'une pompe à main, d'un moule à couler le plomb et de 100 balles de plomb : une dans la Chambre, 21 dans le magasin du fusil et les 80 restantes dans quatre chargeurs. Le matériel était contenu dans un petit sac à dos en cuir. Il fallait également maintenir un peu d’humidité sur le joint d’étanchéité en cuir des réservoirs de rechange afin d’éviter les fuites.
Le réservoir d'air dans la crosse avait une capacité de tir de 30 coups à pression utile. Ces balles étaient efficaces à environ 150 mètres avec une charge complète, mais la puissance diminuait au fur et à mesure de l’utilisation.
Une fois les réservoirs vides, la pompe (visible à droite sur la photo du sac d'accessoires) servait, une fois enfilée dans le fût de l'arme, à pressuriser le réservoir en agissant dessus comme avec une pompe de vélo (qui n'existait pas à l'époque). Une pression utile de 50 bars nécessitait environ 1 500 coups de pompe, ce qui était très handicapant pour le tireur.

## Importance
Le fusil Girandoni est la première arme à air comprimé à répétition entrée en usage dans une armée et la première approvisionnée par un chargeur tubulaire.